# Yanina Wickmayer
Yanina Wickmayer (Lier, 20. listopada 1989.) belgijska je tenisačica koja se profesionalno bavi tenisom od 2004. godine.
Yanina, čija obitelj vuče podrijetlo iz Austrije, dobila je ime po kćeri slavnog argentinskog nogometaša Diega Maradone. Počela je igrati tenis s devet godina, na nagovor prijateljica. Ostala je rano bez majke, po čemu je slična sunarodnjakinji Justine Henin, tako da je njezin otac, Marc Wickmayer, preuzeo brigu o njezinoj teniskoj karijeri. Osnovnu je tenisku naobrazbu dobila u SAD-u.
Prvi je WTA turnir osvojila u svibnju 2009. u portugalskom Estorilu. Na US Openu iste godine imala je zapažen uspjeh, dospjela je do polufinala gdje je poražena od Caroline Wozniacki. Dobro je igrala i na Australian Openu 2010., gdje ju je u 4. kolu, nakon velike borbe porazila Justine Henin. Neposredno prije Australian Opena ukinuta joj je suspenzija zbog nepojavljivanja na dopinškoj kontroli.
Yaninin je trener i pratitelj na turnirima njezin otac. Priznala je da joj je uzor još jedna belgijska tenisačica, Kim Clijsters.
Nakon povlačenja Henin i Clijsters, Yanina Wickmayer je postala "prvi reket" belgijske Fed Cup reprezentacije.

## Stil igre
Yanina igra agresivno i napadački, dijelom i zbog snažne konstitucije (182 cm visine i 68 kg težine). Najjači joj je udarac servis. Prepoznatljiva je po tome što uzvikuje pri udarcu.

## Osvojeni turniri

### Pojedinačno (3 WTA)
| Br. | Datum               | Turnir   | Suparnica u finalu | Rezultat |
| 1.  | 8. svibnja 2009.    | Estoril  | Ekaterina Makarova | 7:5, 6:2 |
| 2.  | 18. listopada 2009. | Linz     | Petra Kvitová      | 6:3, 6:4 |
| 3.  | 9. siječnja 2010.   | Auckland | Flavia Pennetta    | 6:3, 6:2 |

## Grand Slam rezultati
| Grand Slam      | 2008. | 2009. | 2010. | 2011. |
| --------------- | ----- | ----- | ----- | ----- |
| Australian Open |       | 1k    | 4k    | 2k    |
| Roland Garros   | 1k    | 2k    | 3k    |       |
| Wimbledon       | 1k    | 1k    | 3k    |       |
| US Open         | 1k    | 1/2F  | 4k    |       |

## Ranking na kraju sezone
| 2006. | 2007. | 2008. | 2009. | 2010. | 2011. |
| ----- | ----- | ----- | ----- | ----- | ----- |
| 534.  | 221.  | 69.   | 16.   | 23.   |       |

## Vanjske poveznice
- Službena stranica  Arhivirana inačica izvorne stranice od 23. siječnja 2010. (Wayback Machine) (engl.)(nizoz.)
- Profil  Arhivirana inačica izvorne stranice od 25. siječnja 2010. (Wayback Machine) na stranici WTA Toura
- Profil  Arhivirana inačica izvorne stranice od 12. veljače 2010. (Wayback Machine) na stranici Fed Cupa